# Мортаријум
Мортаријум (лат. mortarium) је типичан облик староримског кухињског посуђа за припремање хране, првенствено сосова. Ово је заправо здела већих димензија са изливком на ободу.
Мортаријуми су се радили у различитим техникама, а правили су се и у тера сигилати. Најбројнији су током 3. и 4. века.
Најстарији примерци имају плитке и дебеле зидове, а изливак је засечен у ободу.